# Trzebinia
Trzebinia (1969–1977 Trzebinia-Siersza) – miasto w województwie małopolskim, w powiecie chrzanowskim, siedziba gminy miejsko-wiejskiej Trzebinia.
Według danych Głównego Urzędu Statystycznego z 1 stycznia 2024 r. miasto miało 18 502 mieszkańców.

## Geografia

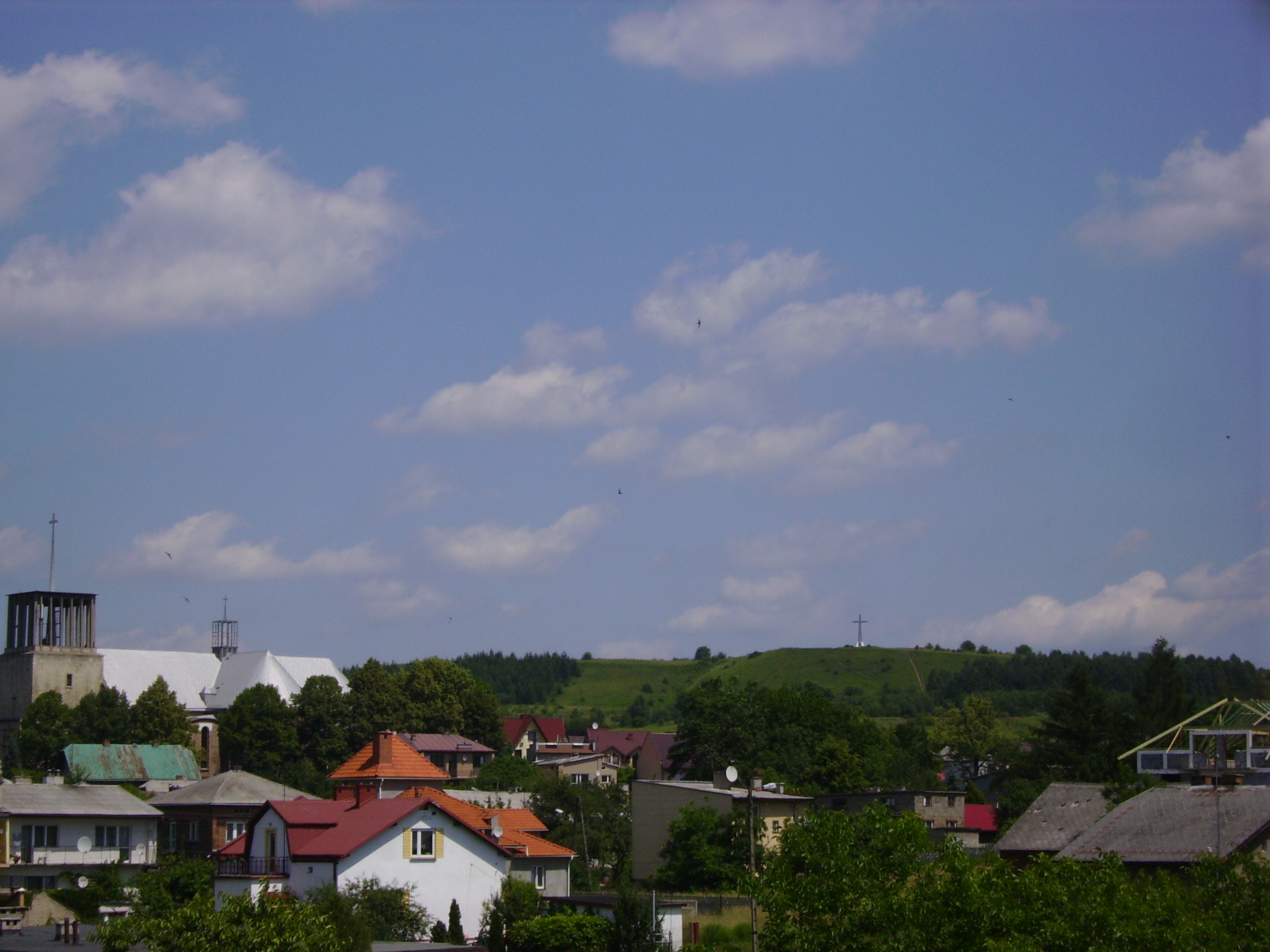
Góra Bożniowa

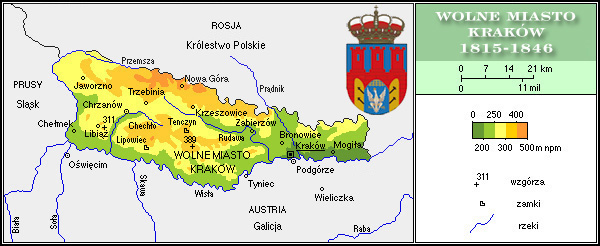
Położenie Trzebini na terenie Wolnego Miasta Kraków (1815–1846)

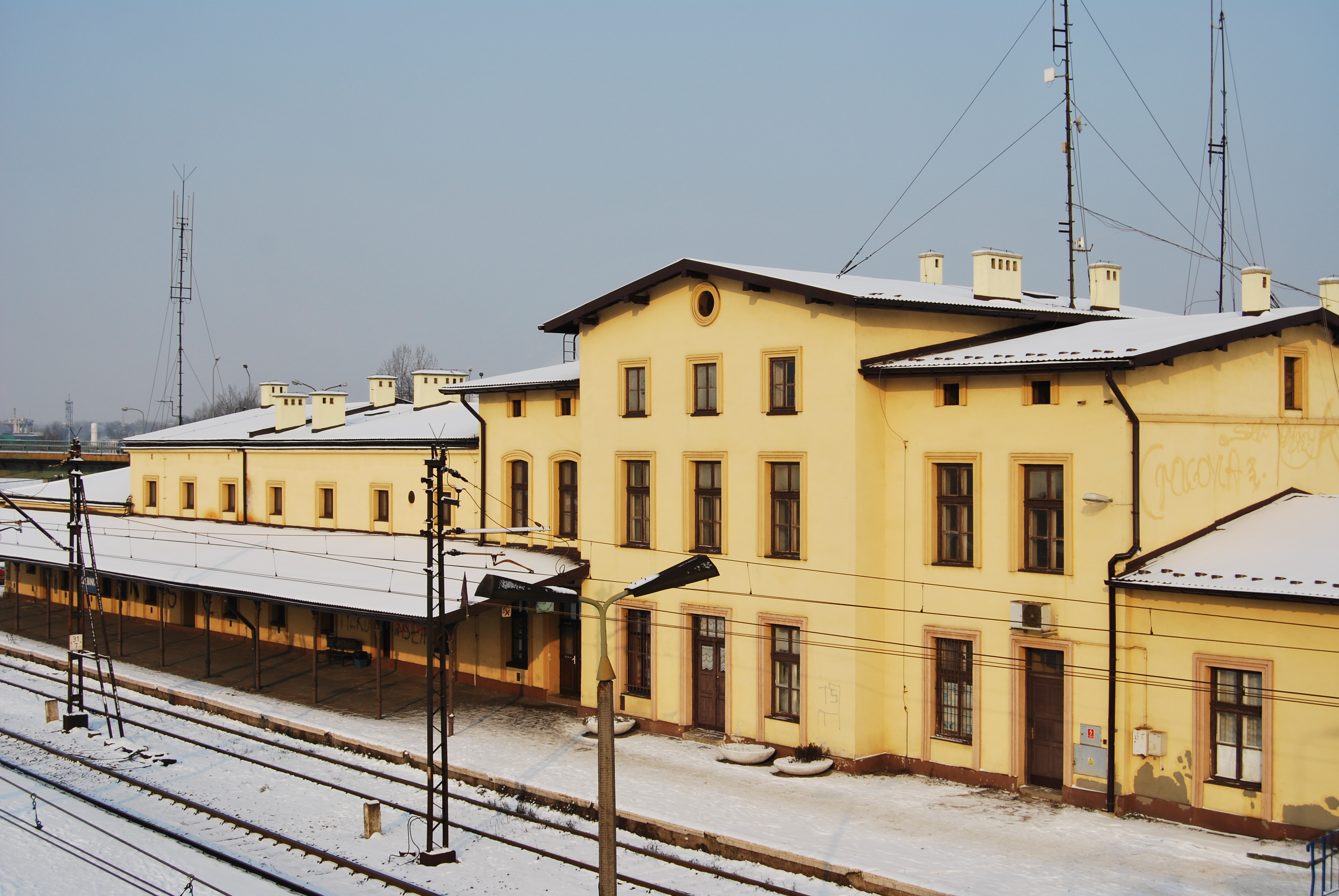
Dworzec kolejowy w Trzebini

### Położenie
Obszar miasta i gminy Trzebinia położony jest w zachodniej części województwa małopolskiego, w powiecie chrzanowskim.  Według najnowszej aktualizacji przebiegu granic mezoregionów fizycznogeograficznych Polski, na utworach południowej części Wyżyny Krakowsko-Częstochowskiej – Wyżyny Olkuskiej i Rowu Krzeszowickiego. Niewielka, środkowa część gminy, według badaczy znajduje się w granicach Pagórów Jaworznickich. Geograficznie obszar miasta i gminy jest wyżyną wzniesioną od 269 do 407 m n.p.m. Miasto położone jest w linii prostej około 30 km od Krakowa i 32 km od Katowic. Trzebinia należy do ziemi krakowskiej – części Małopolski graniczącej ze Śląskiem, w szczególności z Górnym Śląskiem.
Według najnowszych badań prowadzonych przez pracowników Instytutu Geografii i Gospodarki Przestrzennej Uniwersytetu Jagiellońskiego przedstawionych w dokumencie pt. „Powiązania funkcjonalno-przestrzenne ośrodków miejskich” Małopolskiego Obserwatorium Rozwoju Regionalnego Gmina Trzebinia zaliczona została bezpośrednio do Krakowskiego Obszaru Metropolitalnego, a z racji położenia w zachodniej części województwa małopolskiego wiążą ją również relacje przestrzenne z niektórymi miastami konurbacji górnośląskiej.

### Transport
Komunikację drogową zapewniają głównie autostrada A4, droga krajowa nr 79 i droga wojewódzka nr 791. Miasto jest znaczącym węzłem kolejowym, ze stacją kolejową, która obsługuje zarówno ruch pasażerski, jak i towarowy.
| Najbliższe lotniska międzynarodowe | Najbliższe lotniska międzynarodowe | Najbliższe lotniska międzynarodowe |
|                                    | lotnisko                           | odległość w km                     |
| ---------------------------------- | ---------------------------------- | ---------------------------------- |
| 1                                  | Balice                             | 30                                 |
| 2                                  | Pyrzowice                          | 62                                 |

### Struktura miasta
W skład Trzebini wchodzą następujące osiedla:
- Energetyków
- Gaj
- Gaj Zacisze
- Górka
- Krakowska
- Krystynów
- Krze
- Piaski
- Północ
- Trzebionka
- Salwator
- Siersza
- Widokowe
- Wodna

### Demografia

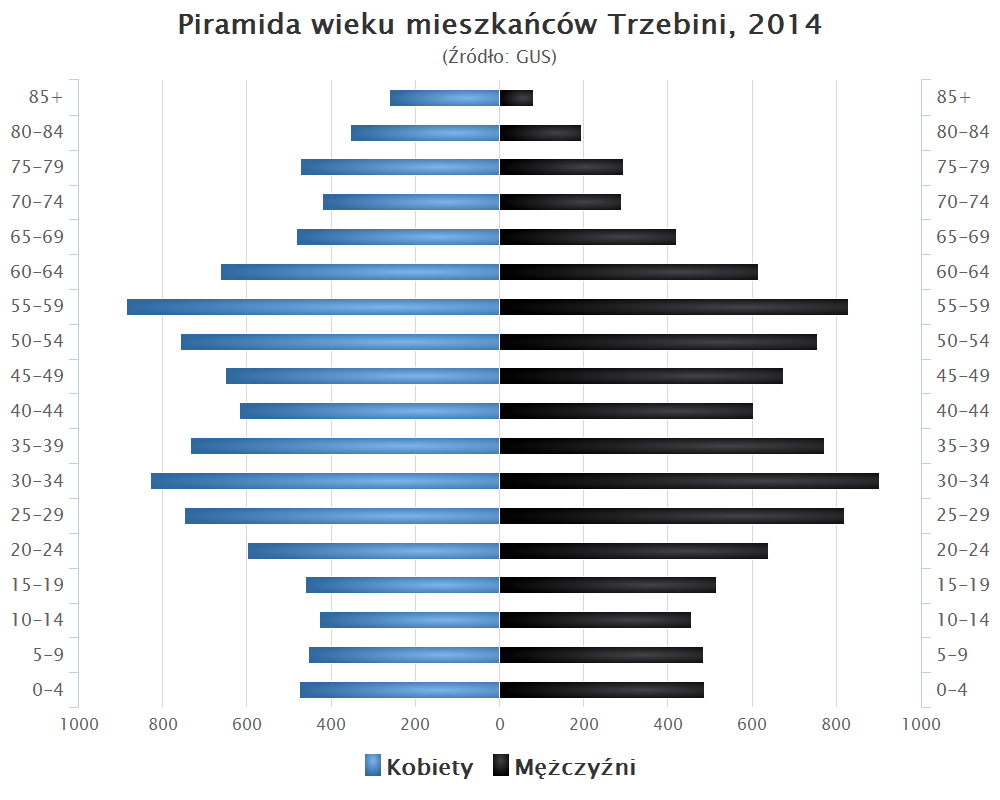
Piramida wieku mieszkańców Trzebini w 2014 roku

| Struktura ludności Trzebini według wieku | Struktura ludności Trzebini według wieku |
| wiek w latach                            | mieszkańcy                               |
| ---------------------------------------- | ---------------------------------------- |
| 0–2                                      | 348                                      |
| 3–6                                      | 692                                      |
| 7–16                                     | 2277                                     |
| 17–24                                    | 2860                                     |
| 25–66                                    | 11 560                                   |
| 67 i więcej                              | 2938                                     |

- Ruch naturalny ludności (2005)[7]:
  - liczba zawartych małżeństw: 271
  - liczba urodzeń: 229
  - liczba zgonów: 295
  - przyrost naturalny: −66
  - przemeldowania: 346
  - wymeldowania poza teren: 317
- Ruch naturalny ludności (2007)[7]
  - liczba zawartych małżeństw: 230
  - liczba urodzeń: 306
  - liczba zgonów: 405
  - przyrost naturalny: −99
  - przemeldowania: 461
  - wymeldowania poza teren: 325

| Struktura ludności Trzebini według płci | Struktura ludności Trzebini według płci |
| płeć                                    | mieszkańcy                              |
| --------------------------------------- | --------------------------------------- |
| mężczyźni                               | 10 068                                  |
| kobiety                                 | 10 607                                  |

| Średni dochód na mieszkańca | Średni dochód na mieszkańca |
| rok                         | średni dochód               |
| --------------------------- | --------------------------- |
| 2005                        | 1854,10 zł                  |
| 2006                        | 2319,02 zł                  |
| 2007                        | 2600,56 zł                  |
| 2008                        | 2291,57 zł                  |
| 2009                        | 2403,65 zł                  |
| 2010                        | 2680,28 zł                  |

## Historia

### Prehistoria
Najstarsze znaleziska archeologiczne z terenów Trzebini i okolic to wyroby z krzemienia oraz przedmioty wykonane z brązu pochodzące z okresu halsztackiego kultury łużyckiej.

### Średniowiecze
Teren, na którym współcześnie znajduje się Trzebinia, najpewniej wchodził w skład państwa wielkomorawskiego, później, po włączeniu ziem Wiślan do państwa Polan, pozostał przy Polsce do 1795 r.
Początki Trzebini sięgają czasów średniowiecza. Znaczną część jej dzisiejszego terenu stanowiły obszary dworskie, funkcjonujące w oparciu o gospodarkę folwarczną. Z 1325 pochodzi wzmianka o parafii św. Piotra i Pawła, w 1470 o kościele parafialnym w Trzebini wspomniał Jan Długosz, a w 1490 księga poborowa ziemi proszowskiej. Przełomu XIII i XIV w. sięgają tradycje wydobywania galmanu na terenach należących obecnie do gminy. Z 1411 pochodzi wzmianka o sztolni odwadniającej, pierwszej na terenie złóż śląsko-krakowskich. Do XV w. teren ten był własnością królewską, w późniejszym czasie, na drodze przywilejów nadanych przez króla, mieszczanie krakowscy uzyskali prawa eksploatacji bogatych złóż cynku i ołowiu znajdujących się w tych okolicach.
Na przełomie XIV i XV wieku, w posiadanie Trzebini weszli Karwaczjanowie herbu Zadora. Mikołaj Kezinger odkupił osadę od Karwaczjanów i w 1415 otrzymał od króla Władysława Jagiełły przywilej nadający osadzie prawo magdeburskie i górnicze. Syn Kezingera, Walther herbu Łabędź, otworzył nowe szyby w Górce, zwanej wówczas Wierzą. Równolegle z Kezingerami wydobywał kruszce ród Tęczyńskich herbu Topór, do którego należała Siersza, Wodna i Myślachowice. Pod koniec XV w. Trzebinia przeszła w ręce Jerzego Morsztyna, a w XVI w. właścicielami okolicy bądź jej części byli mieszczanie krakowscy, którzy intensywnie rozwijali działalność górniczą i hutniczą.

### Nowożytność
W latach 1569–1584, Trzebinię objął w posiadanie Jerzy Schilhra vel Silhra, który przyjął nazwisko Trzebiński i otrzymał herb Abdank. W rękach rodu Schilhra Trzebińskich pozostawała do 1802, kiedy zmarł Antoni Schilhra Trzebiński, ostatni potomek w linii męskiej. Dzięki Trzebińskim była osada górnicza przeżywała swoją świetność i zaczęła być traktowana jak miasto, choć w tym okresie jeszcze praw miejskich nie posiadała. Staraniem Franciszka Schilhry Trzebińskiego, Trzebinia uzyskała od Augusta II przywilej jarmarczny, a Antoni Schilhra Trzebiński nadał odrębny przywilej zapewniający prawo handlu ludności żydowskiej. Trzebińscy ufundowali kościół św. Stanisława wraz ze szpitalem dla ubogich, który został zniszczony w latach 1783–1786. Trzebinia znalazła się w zaborze austriackim zwanym Galicją.

### XIX wiek

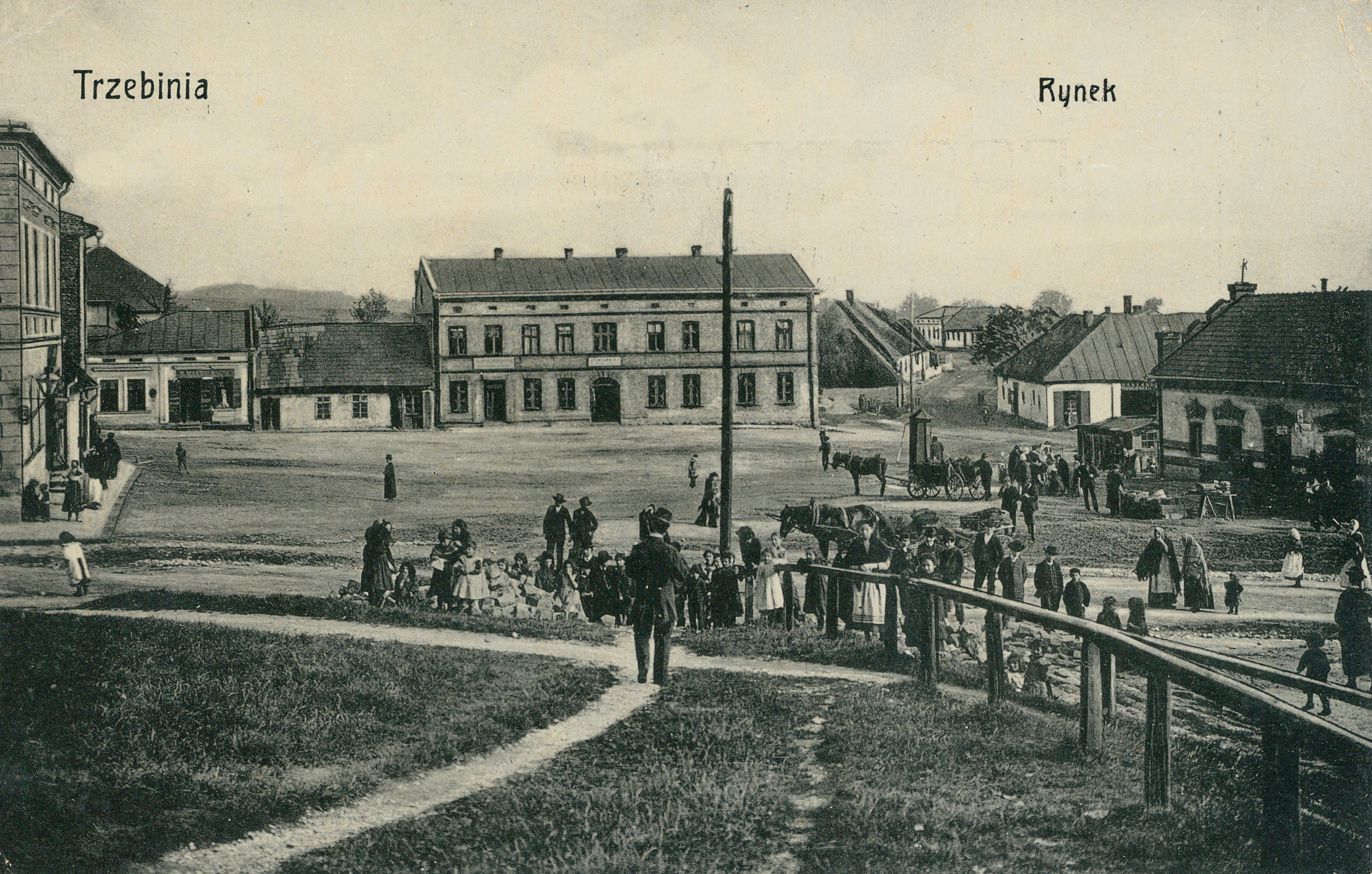
Rynek około 1908

Decyzją kongresu wiedeńskiego z 8 maja 1815 w skład powstałej Rzeczypospolitej Krakowskiej weszła również Trzebinia. Dzięki staraniom wdowy po ostatnim z rodu Trzebińskich Krystynie, noszącej wówczas nazwisko swojego trzeciego męża – Marasse, Trzebinia została oficjalnie podniesiona do rangi miasta decyzją Senatu Wolnego Miasta Krakowa z 6 września 1817. W 1846 miasto wraz z Republiką Krakowską ponownie zostało wcielone do Austrii i taki stan rzeczy utrzymał się do odzyskania niepodległości przez Polskę w 1918, kiedy weszła w skład ówczesnego województwa krakowskiego.

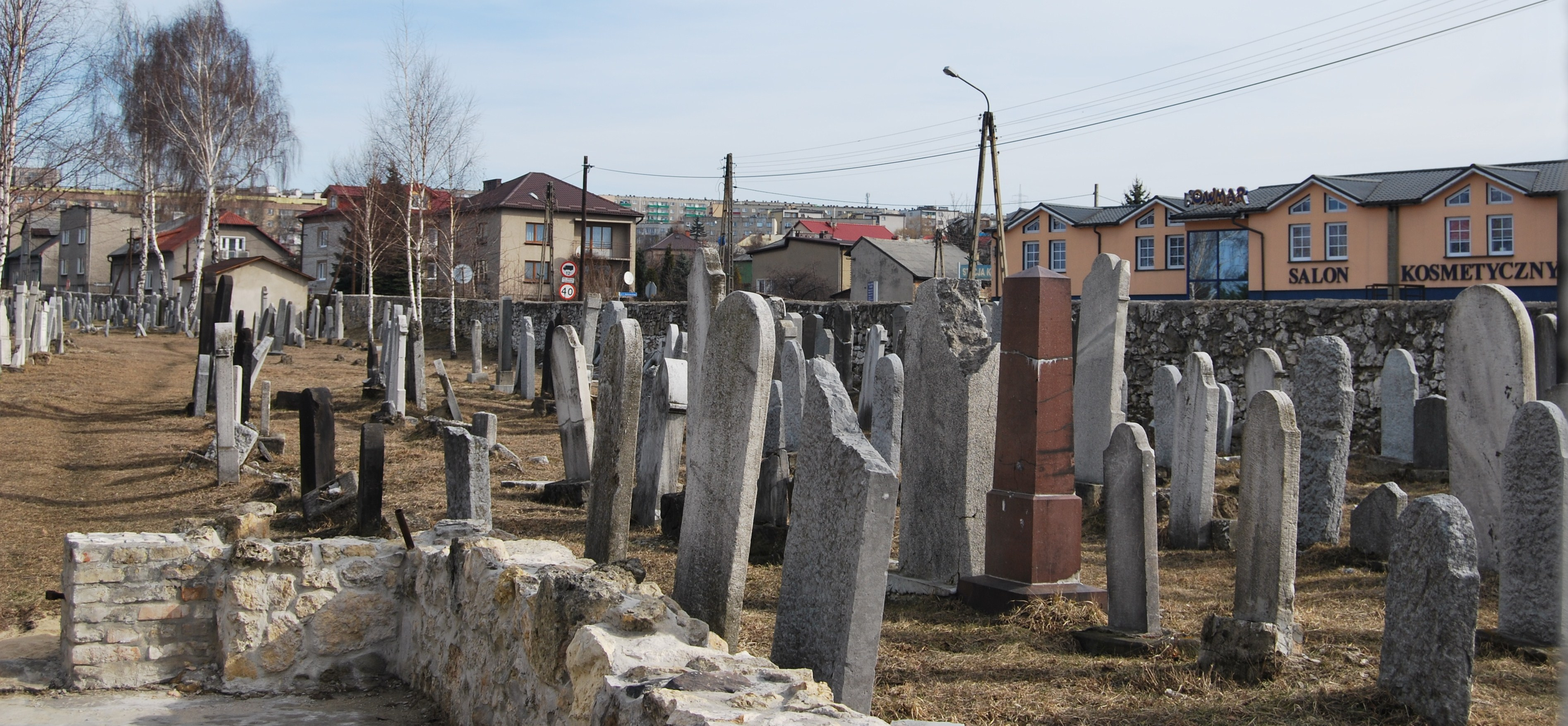
Cmentarz żydowski

W latach 20. XIX w. mimo starań ówczesnej właścicielki Krystyny Marasse i jej męża hrabiego Ferdynanda Marasse, Trzebinia została przymusowo sprzedana za długi. Trzebionka i Górka stały się własnością żydowskiej rodziny Samuelsonów. W posiadanie samej Trzebini wchodzili kolejno: Karol Estreicher, Karolina Piechocka, Józef i Maria Baranowscy, Gabriela Stępińska i August Raczyński. W rękach Raczyńskiego teren Trzebini pozostawał do 1920, kiedy dwór oraz część majątków ziemskich należących niegdyś do Trzebińskich kupili Marian i Paula Zieleniewscy.

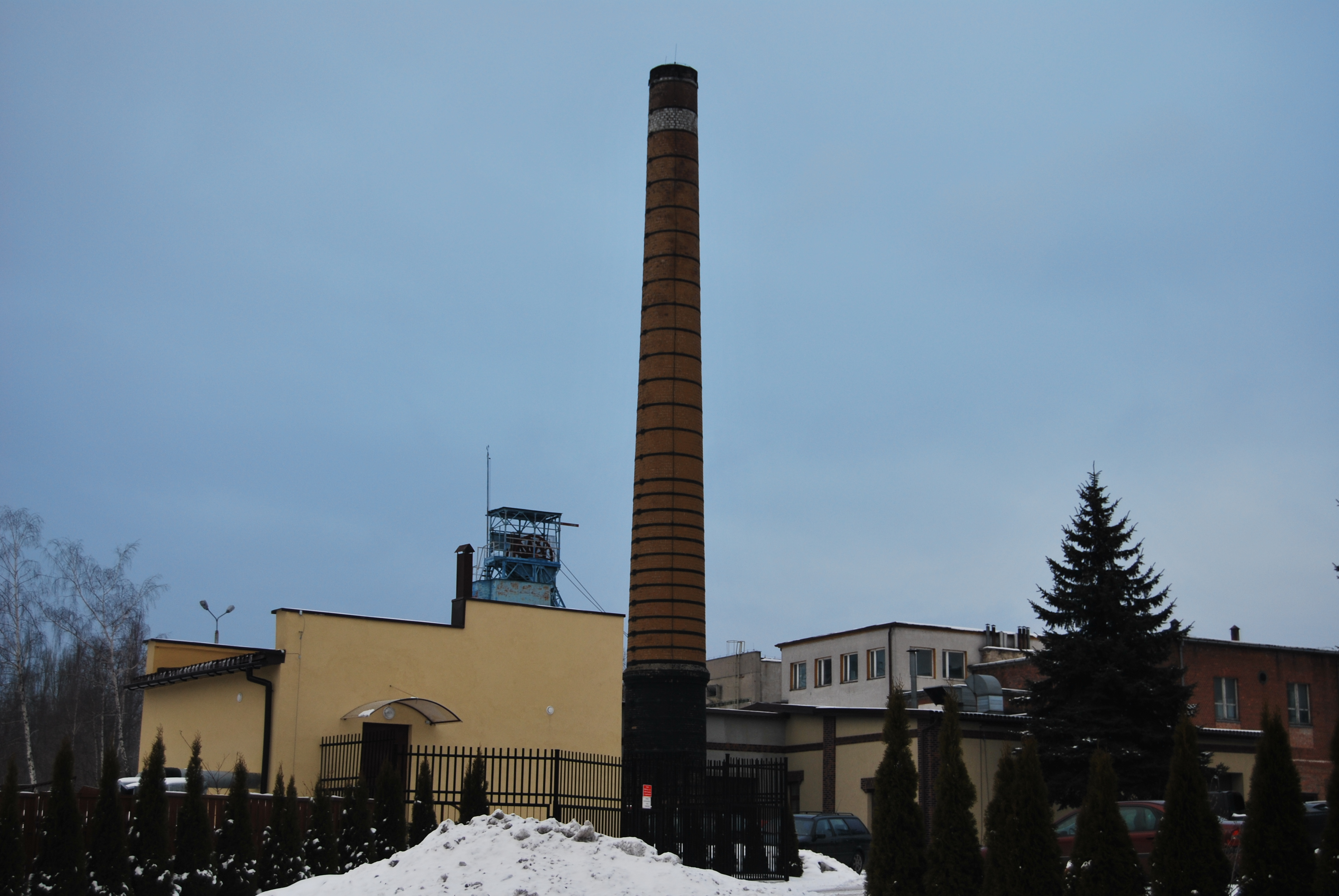
Widok na tereny byłej Kopalni Węgla Kamiennego „Siersza” – Szyb „Zbyszek”

Okres XIX i XX w. charakteryzował się intensywnym rozwojem przemysłu, głównie surowcowego. W latach 1804–1843 powstało pięć kopalń węgla, dwie huty cynku oraz huta szkła. W II poł. XIX w. nastąpił dalszy rozwój kopalnictwa, powstały kolejne kopalnie węgla, a także kopalnia głębinowa galmanu.
Historia Zinkhütte Hedwig (Huty Jadwiga) sięga początkami 1895 roku. Założona przez Dr Lowitsch i S-ka. W 1908 r. spółkę przejęło  (pol. tł.) Towarzystwo Akcyjne Zakładów Górniczych i Hutniczych w Katowicach, którego większość akcji była w ręku dużego przedsiębiorstwa „Beer, Sondheimer et Co” AG  Frankfurt a.M.

Po I wojnie światowej Hutę Jadwiga nabyła Giesche SA w Katowicach.

Po drugiej wojnie światowej huta działała w ramach „Zakładów Metalurgicznych TRZEBINIA”.

Teraz w miejscu jednego z budynków „Zakładów Metalurgicznych TRZEBINIA” mieści się hotel i restauracja Rezydencja „Pod Zegarem”.
Początek XX w. to dla Trzebini dalszy ciąg rozwoju przemysłu. Najważniejsze zakłady przemysłowe, które powstały w tym czasie, to: rafineria nafty, elektrownia, cementownia oraz zakłady tłuszczowe. Znaczne zagęszczenie przemysłu dało podłoże dla ruchów lewicowych. W okresie międzywojennym działały na tym terenie: KPP, PPS-lewica, Towarzystwo Uniwersytetów Robotniczych, Komunistyczny Związek Młodzieży Polskiej oraz Czerwone Harcerstwo. Równolegle z ruchami lewicowymi działał bardzo prężnie ruch harcerski kierowany przez Naczelnego Kapelana Harcerstwa Polskiego księdza Mariana Luzara. W 1903 w Trzebini osiedlili się salwatorianie, którzy w 1908 rozpoczęli budowę kościoła pw. Najświętszego Serca Pana Jezusa według projektu architekta Jana Sasa-Zubrzyckiego, który rozbudowano w latach 1954–1980 według projektu architekta Zygmunta Gawlika. Obecnie kościół parafialny i Sanktuarium Matki Bożej Fatimskiej.

### II wojna światowa

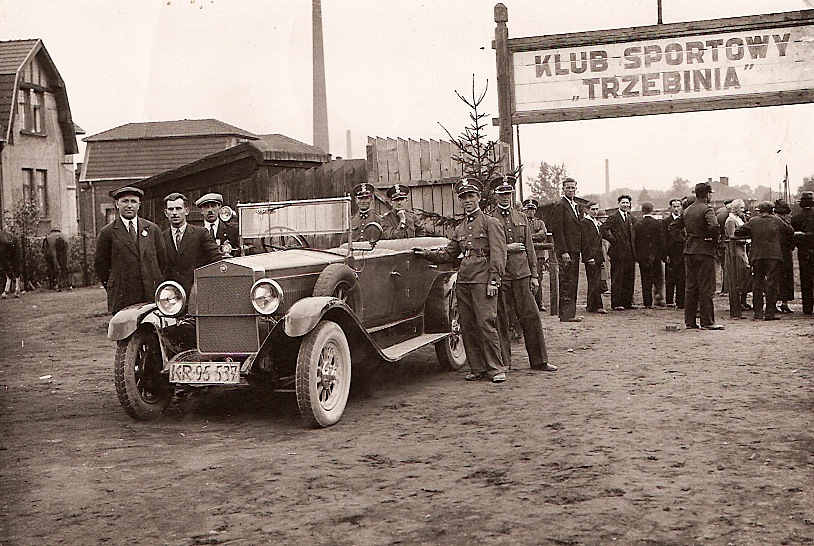
Wejście na boisko trzebińskiego „Sokoła”, ok. 1935 rok.

Już 1 września Trzebinia została zbombardowana przez lotnictwo niemieckie. W początkach kampanii wrześniowej broniła tych terenów, będąca w odwrocie ze Śląska, Grupa Operacyjna „Śląsk”, stanowiącą część Armii Kraków. Opór wojsk polskich został szybko przełamany i już 5 września Niemcy dokonali pierwszych egzekucji, zarówno wśród ludności żydowskiej, stanowiącej wówczas pokaźny odsetek mieszkańców, jak i polskiej. 9 października Trzebinia została włączona do III Rzeszy, a granica z Generalnym Gubernatorstwem przebiegła nieopodal w Dulowej. Podczas wojny na terenie Trzebini zostały zlokalizowane dwa obozy jenieckie, trzy obozy pracy, a także podobóz podległy Auschwitz-Birkenau. Ogólnie podczas wojny, wskutek eksterminacyjnej polityki niemieckiego okupanta, życie straciło ok. 2 tys. trzebinian, co stanowiło ok. 1/3 ogółu ówczesnych mieszkańców miasta. W 1941 powstał zakład gumownia, szyjący wówczas mundury dla wojska niemieckiego. 7 sierpnia 1944 roku US Air Force w ramach Operacji Frantic zbombardowały trzebińską rafinerię, podczas działań zginęło kilkanaście osób. 23 stycznia 1945 r. do Trzebini wkroczyła Armia Czerwona.

### Czasy powojenne
Po wojnie Trzebinia wróciła do województwa krakowskiego. Pomimo wielowiekowej przynależności do regionu krakowskiego, miasto zostało wcielone do województwa katowickiego w ramach reformy administracyjnej z 1975 roku decyzją I sekretarza PZPR Edwarda Gierka.
W latach 1957–1958 powstały Zakłady Górnicze „Trzebionka”, kontynuując najstarsze na tym terenie tradycje eksploatacji złóż cynkowo-ołowiowych. W 1962 powstała Elektrownia Siersza II (obecnie należy do Tauron Polska Energia, jako część przedsiębiorstwa Tauron Wytwarzanie, Oddział Elektrownia Siersza w Trzebini). W 1961 roku zniesiono gromadę Wodna, a jej obszar włączono do miasta Trzebinia, tworząc osiedle Wodna (obejmujące miejscowości Wodna, Trzebionka i Górka), a 1 stycznia 1969 osiedle Siersza zostało połączone z Miastem Trzebinia, tworząc Miasto Trzebinia-Siersza. W 1975 do Miasta Trzebinia-Siersza została włączona gmina Trzebinia (w skład której wchodziły Młoszowa, Dulowa, Karniowice, Psary, Bolęcin i Piła Kościelecka), w wyniku czego powstało Miasto i Gmina Trzebinia-Siersza. 25 stycznia 1977 do Trzebini-Sierszy włączono gminę Myślachowice, wsie Czyżówka, Płoki i Lgota. W rezultacie 1 lutego 1977 roku miejscowość nazwano Miasto i Gmina Trzebinia.
W 1999 roku miasto wróciło do tradycyjnych związków z Krakowem, stając się jedną z gmin województwa małopolskiego.

## Zabytki

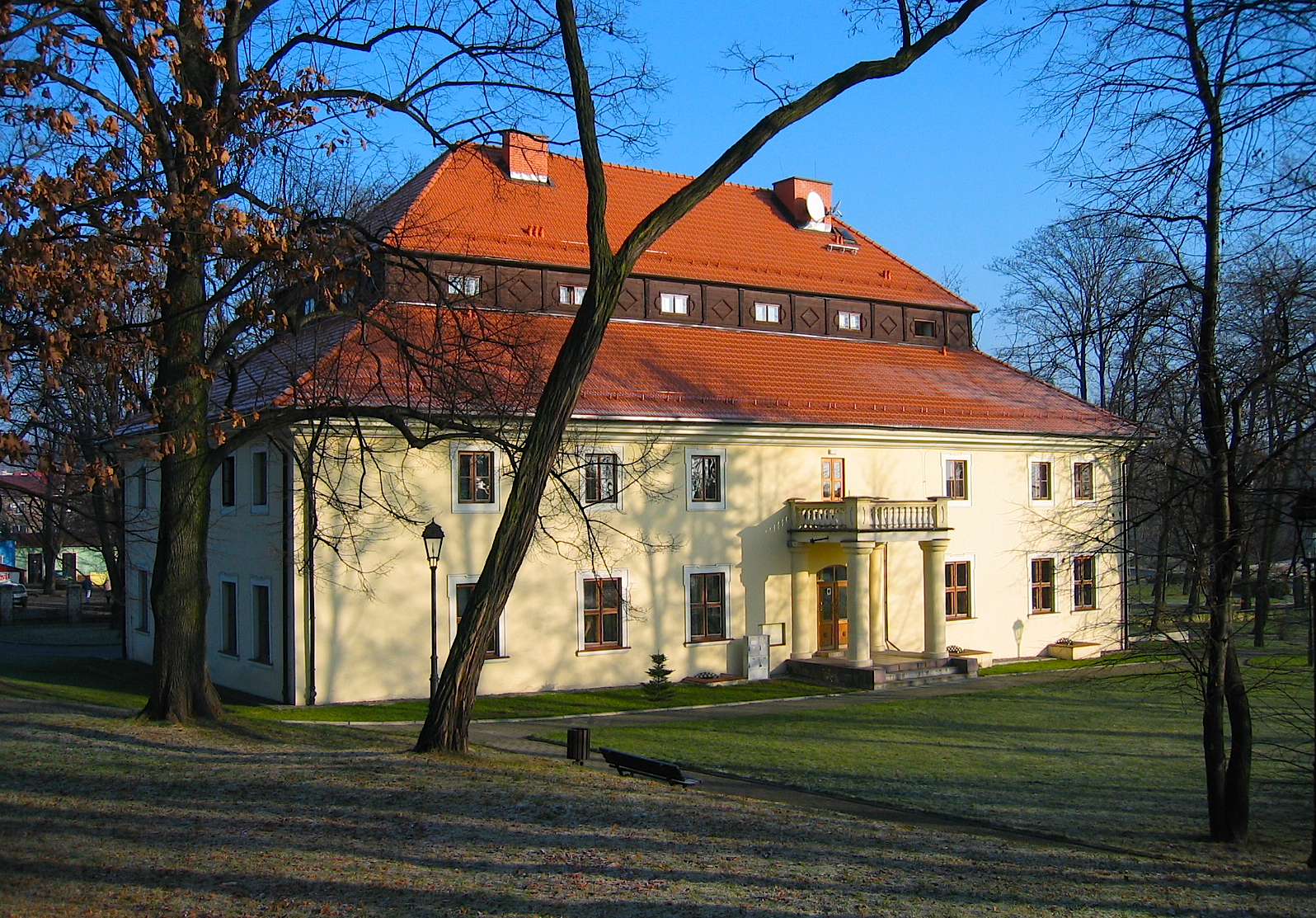
Dwór Zieleniewskich

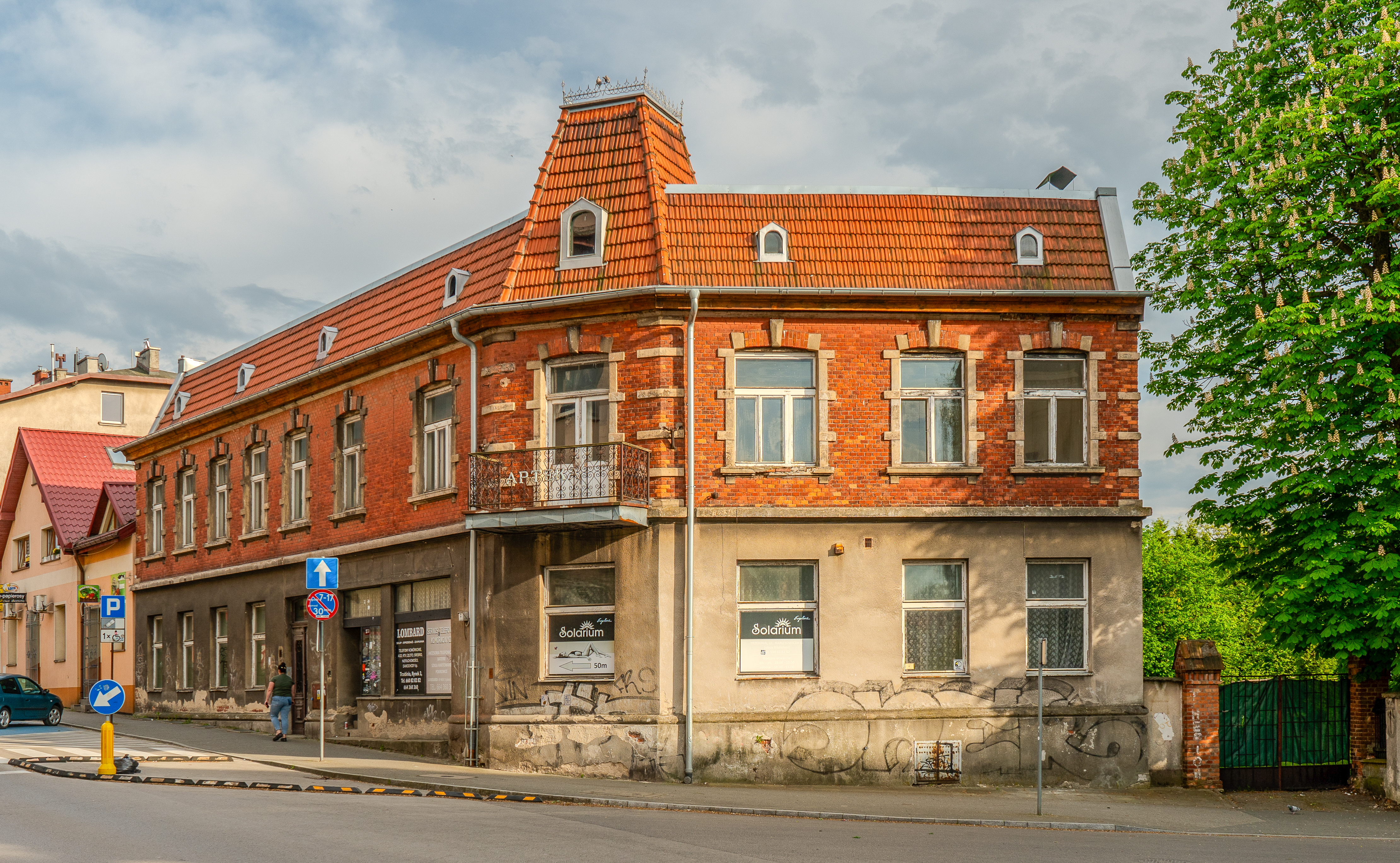
Dom ul. G.Narutowicza 13 Kościuszki 1901

Obiekt wpisany do rejestru zabytków nieruchomych województwa małopolskiego.
- Kaplica, ul. Chrzanowska, obok ul. Grunwaldzkiej;
- cmentarz żydowski usytuowany przy ul. J. Słowackiego i ul. Żwirki i Wigury z 1815 r.,
- zespół dworski Zieleniewskich: dwór, park, mur ogrodzeniowy, ul. Piłsudskiego;
- dom ul. Narutowicza 13/Kościuszki;
- willa NOT ul. Grunwaldzka 29;
- synagoga, ul. Piłsudskiego 15.

## Przemysł
W Trzebini istnieją bądź istniały liczne zakłady przemysłowe:
- Zakłady cementowe:
  - Górka Cement sp. z o.o. należąca do grupy Mapei[12]
- Przemysł petrochemiczny:
  - ORLEN Południe SA (oraz spółki przyległe)
- Wydobycie rud cynku i ołowiu oraz produkcja koncentratów tych metali:
  - Zakłady Górnicze Trzebionka – nieczynne
- Górnictwo:
  - Kopalnia Węgla Kamiennego Siersza – nieczynna
- Hutnictwo metali nieżelaznych:
  - Zakłady Metalurgiczne Trzebinia – nieczynne
- Przemysł energetyczny:
  - Elektrownia Siersza
- Przemysł tekstylny i włókienniczy:
  - Grevita – nieczynne
- Produkcja materiałów budowlanych
  - Modern – Bud Sp. z o.o. (styropianu)[13]

Trzebinia jest zaliczana do Krakowskiego Okręgu Przemysłowego. Według niektórych źródeł należy do historycznego obszaru przemysłowego będącego pozostałością po Zagłębiu Krakowskim o nazwie Jaworznicko-Chrzanowski Okręg Przemysłowy.

## Kultura

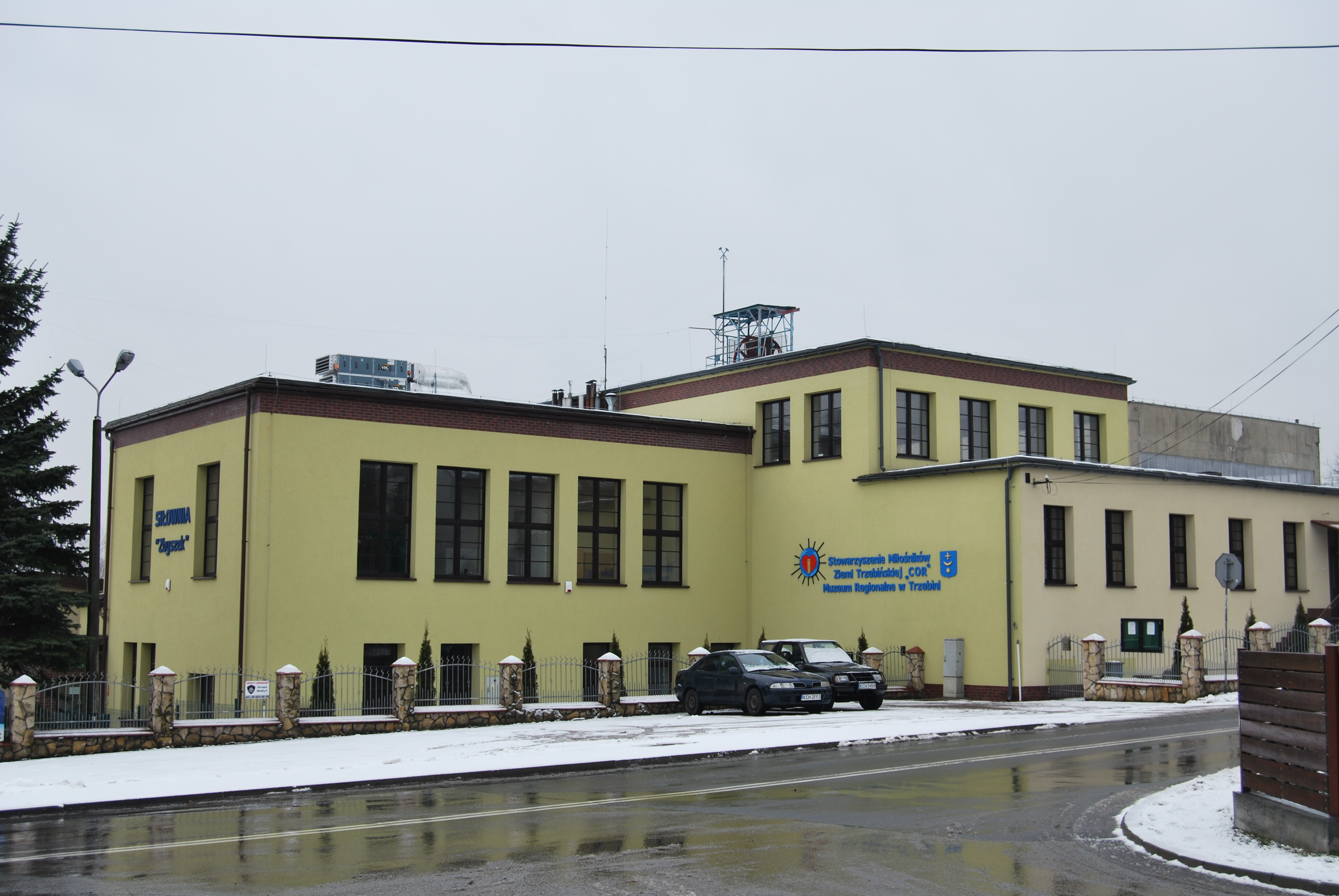
Muzeum Regionalne

Etnografia: Obszar gminy zamieszkiwany jest przez grupę etnograficzną Krakowiaków zachodnich miejscowy dialekt to dialekt krakowski
Imprezy kulturalne
- Blok imprez z okazji świąt majowych 1–3 Maja
- Nadzwyczajny koncert Muzyki Oratoryjnej – Klasztor o.o. Salwatorianów w Trzebini
- Ogólnopolski Turniej Tańca Towarzyskiego
- Koncerty z okazji Święta Niepodległości
- Dni Trzebini
- Dożynki Gminne

## Edukacja
Na terenie gminy miejskiej Trzebinia znajdują się następujące szkoły państwowe:
- szkoły podstawowe: 12 (4 w mieście i 8 w pozostałych miejscowościach gminy)
- gimnazja: 3
- szkoły zawodowe: 2
- zespoły szkół:
  - Zespół Szkół Ekonomiczno-Chemicznych w Trzebini
  - Zespół Szkół Techniczno-Usługowych w Trzebini
- licea ogólnokształcące: 1
- warsztaty terapii zajęciowej[19] i świetlica terapeutyczna Fundacji im. Brata Alberta.[20]

## Sport
W mieście działa piłkarski Miejski Klub Sportowy Trzebinia–Siersza, który jest spadkobiercą Hutnika Trzebinia oraz Klub Sportowy Górnik Siersza. Obecnie gra w IV lidze Małopolsko-Świętokrzyskiej. Posiada barwy klubowe żółto-czarne.
Przy parafii pw. Niepokalanego Serca NMP w Trzebini-Sierszy działa klub tenisa stołowego Opoka Trzebinia, który w 2007 awansował do ekstraklasy Polskiego Związku Tenisa Stołowego, najwyższej klasy rozgrywkowej w Polsce. Po raz pierwszy drużyna z Trzebini gra w najwyższej lidze jakiejkolwiek gry zespołowej.
- Gala Trzebinia – polski męski klub siatkarski założony w 2000 r.

## Przyroda

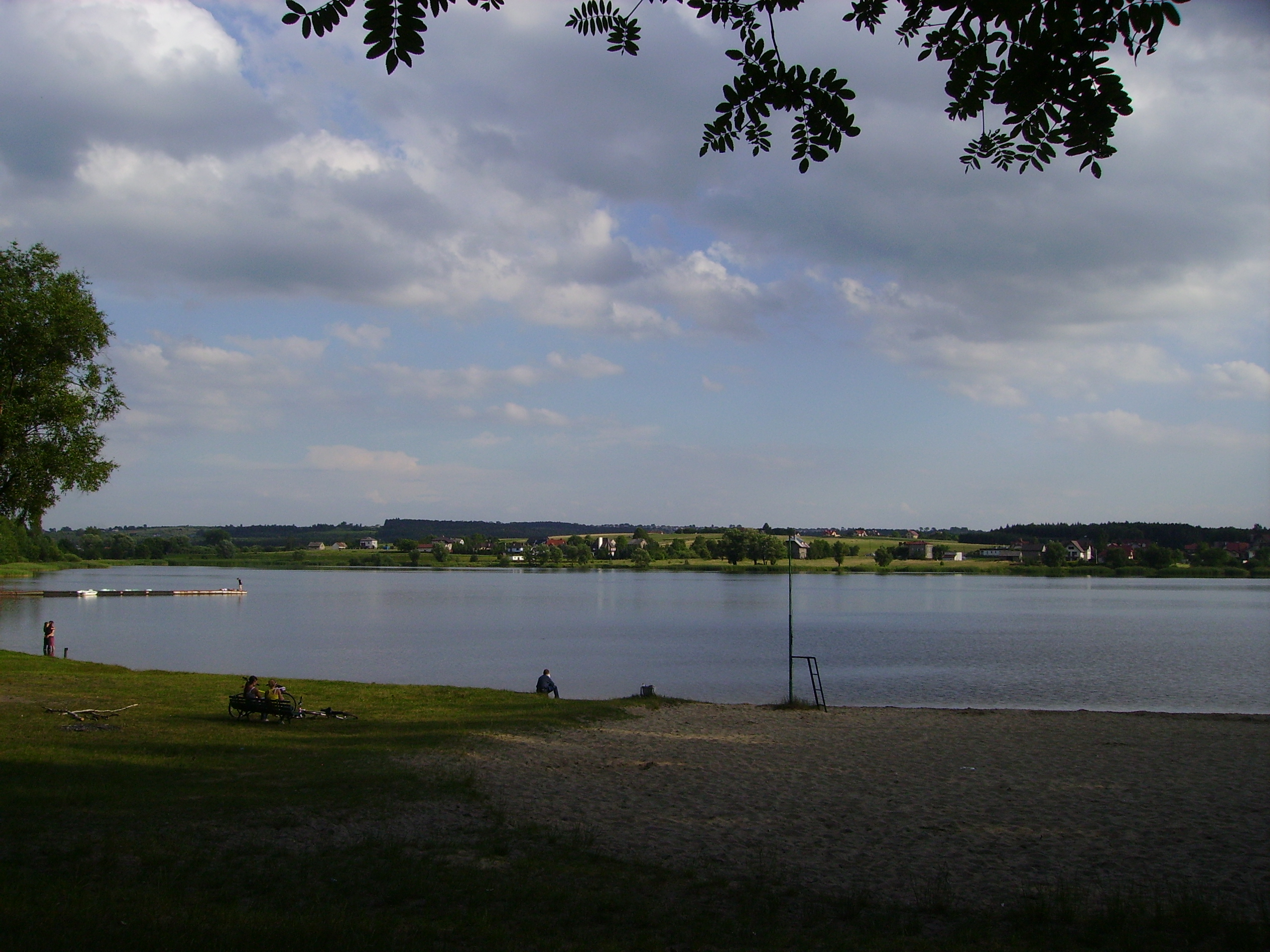
Jezioro Chechelskie

Szatę roślinną Trzebini stanowią w 43% zbiorowiska leśne. Spotkać można różne typy lasów, nadwodnych szuwarów, muraw kserotermicznych oraz wiele ciekawych roślin chronionych m.in.: lilię złotogłów, rojnika, dziewięćsił bezłodygowy, liczydło górskie i ciemiężycę zieloną. Ocenia się, że tylko storczykowatych jest ok. 20 gatunków. Występują kuropatwy, bażanty, sarny, jelenie, daniele, dziki, lisy, zające, jenoty, a także cietrzewie, żurawie i wydry. W lasach trzebińskich żyje kilka gatunków dzięciołów: duży, czarny, zielony, dzięciołek. Spotkać można także żmije i zaskrońce.

## Wspólnoty wyznaniowe

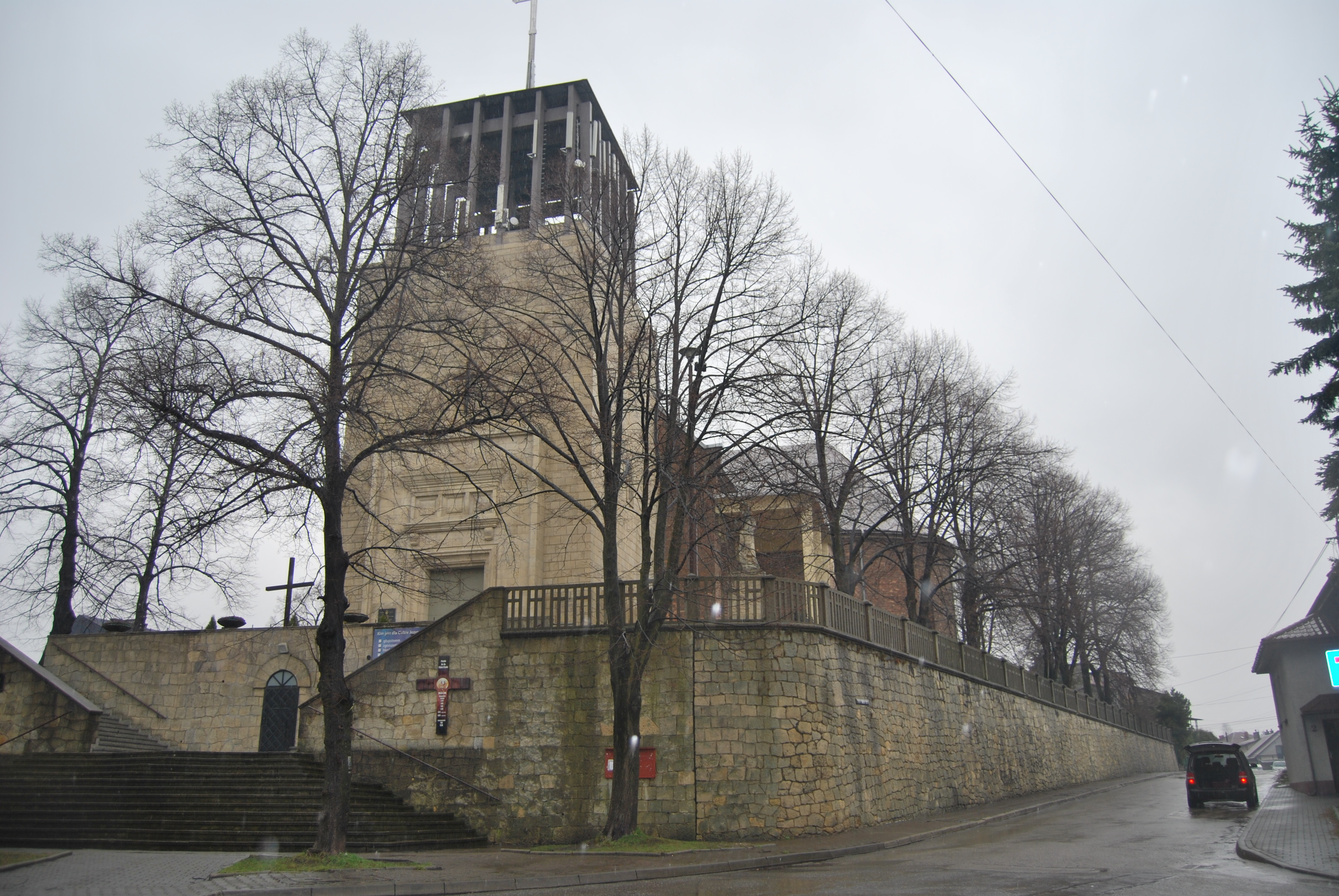
Kościół Świętych Apostołów Piotra i Pawła

### Katolicyzm
Większość mieszkańców Trzebini stanowią wierni Kościoła rzymskokatolickiego. W mieście znajdują się cztery parafie:
- Świętych Apostołów Piotra i Pawła (kościół Świętych Apostołów Piotra i Pawła)
- Najświętszego Serca Pana Jezusa (bazylika Najświętszego Serca Pana Jezusa)
- Świętej Barbary
- Niepokalanego Serca Najświętszej Maryi Panny

### Protestantyzm
Na terenie miasta działalność duszpasterską prowadzi zbór Chrześcijańskiej Wspólnoty Zielonoświątkowej – protestancki kościół o charakterze ewangelicznym.

### Świadkowie Jehowy

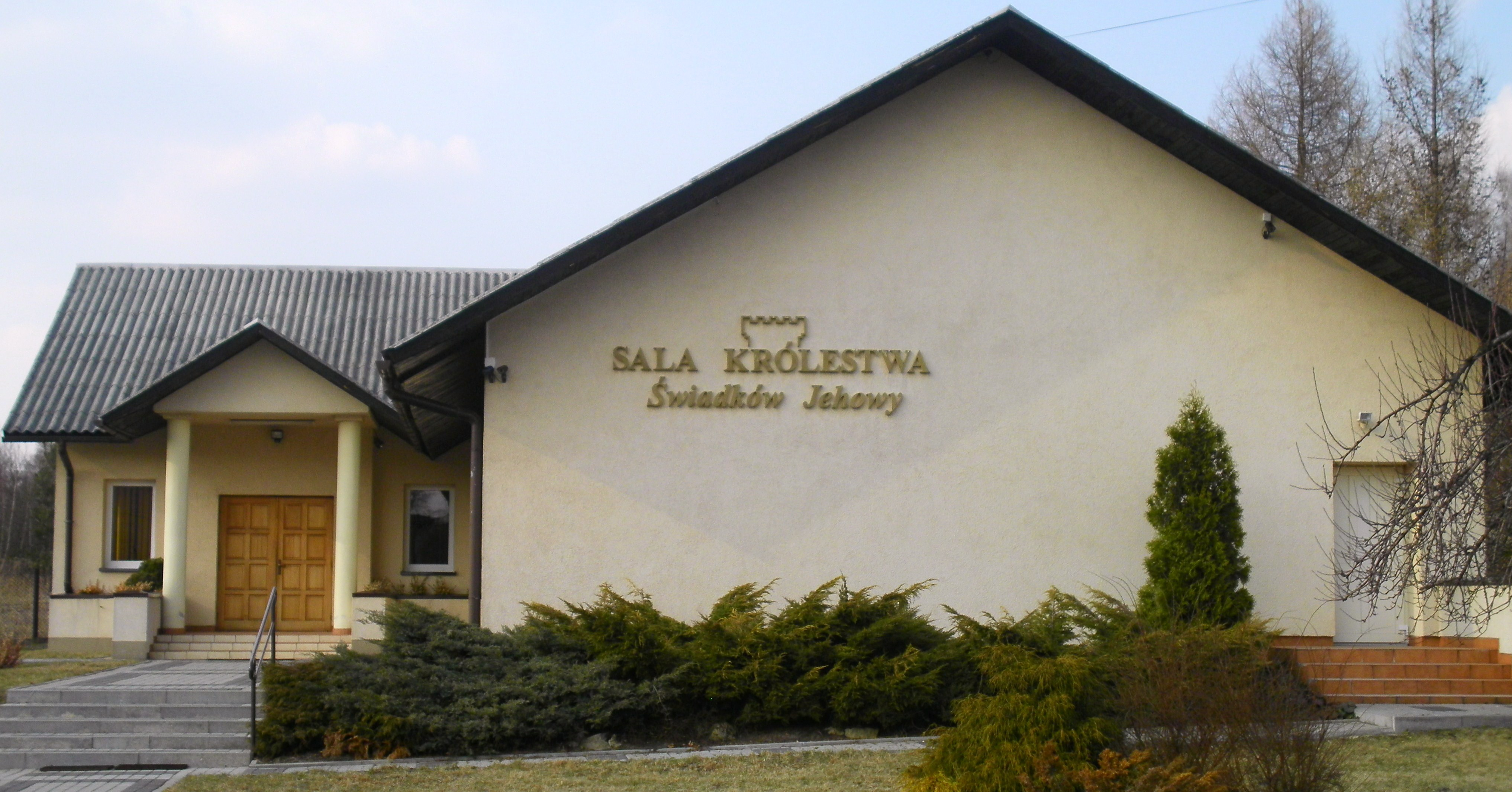
Jedna z dwóch Sal Królestwa Świadków Jehowy w Trzebini (Siersza)

Drugim co do wielkości wyznaniem w Trzebini są Świadkowie Jehowy. Na terenie miasta działa ok. 280 głosicieli tego wyznania. Korzystają oni z dwóch Sal Królestwa, w których odbywają się spotkania 2 zborów (przed zmianami organizacyjnymi przeprowadzonymi w 2012 roku w mieście działały 3 zbory):
- ul. 22 Stycznia 5 (dzielnica Siersza):
  - zbór Trzebinia – Siersza
- ul. Korczaka 6 (centrum miasta):
  - zbór Trzebinia – Centrum

## Trzebinia Miastem Bezpiecznego Serca
W 2007 na terenie miasta i gminy wdrożono program poprawy bezpieczeństwa mieszkańców – Trzebinia Miastem Bezpiecznego Serca. W ramach programu w gminie odbyła się kampania edukacyjna, obejmująca szkolenia z zakresu udzielania pierwszej pomocy ze szczególnym uwzględnieniem umiejętności ratowniczych, w przypadku nagłego zatrzymania akcji serca (NZK) i użycia automatycznych defibrylatorów zewnętrznych (AED). Na terenie gminy zamieszczono 20 urządzeń. Ich liczba stale wzrasta. W 2007 przeszkolonych zostało 500 ochotników, mieszkańców gminy, tworzących sieć ratowników wolontariuszy. Każdy mieszkaniec Trzebini dostał mapkę z rozmieszczeniem defibrylatorów oraz został poinformowany o możliwości zadzwonienia na lokalny numer alarmowy dostępny na mapie i poproszenia o natychmiastowe dostarczenie defibrylatora na miejsce zdarzenia. Ratownicy-wolontariusze dostępni są całą dobę. Głównym celem projektu było nie tylko poprawienie dostępu do urządzeń ratujących życie, ale przede wszystkim – zwiększenie wśród mieszkańców umiejętności związanych z udzielaniem pierwszej pomocy.

## Współpraca międzynarodowa
Miasta i gminy partnerskie:
- Billy-Montigny[26]
- Ishøj[27]
- Bönen[28]
- Reggello[29]